# I. János, Blois grófja
I. János (franciául: Jean Ier de Blois-Châtillon; ? – Chambord, 1279. június 28. vagy 1280. május 5.) francia nemesúr, 1241–1279/80 között Blois grófja és Avesnes ura.

## Élete
I. Hugó blois-i gróf és Mária blois-i grófnő legidősebb gyermeke volt. Anyja halála után örökölte meg szüleitől a Blois grófja címet.
1254-ben I. János breton herceg lányával, Pontarcy úrnőjével, Alizzal kötött házasságot, akitől egy lánya született, Johanna.
János számos vallási intézményt alapított, például a La Guiche kolostort.
Halála után lánya lett Blois grófnője.